# Душан Фабіан
Душан Фабіан (словац. Dušan Fabian; нар. 10 листопада 1975, Кошиці) — словацький письменник, публіцист, науковий співробітник Словацької Академії Наук.

## Життєпис
Народився в Кошицях, на території тодішньої комуністичної Чехословаччини. У рідному місті проживає і досі. Після захисту кандидатської дисертації з ветеринарії продовжує працювати штатним науковим співробітником Інституту фізіології тварин Словацької Академії Наук. Автор кількох десятків публікацій
Як письменник спеціалізується в жанрі жахів та темного фентезі, він — автор кільканадцятьох оповідань, оприлюднених у часописах (Fantázia, Pevnost) та антологіях (Antologie), а також трьох романів.

## Творчість
Уперше прославився серед словацьких шанувальників фентезі та жахів виданням свого оповідання «Мігрень», яким привніс моторошні кошмари у середовище сільської східної Словаччини. Воно побачило світ в антології «Крутоглав 2001» — річному збірнику найкращих словацьких оповідань у жанрі наукової фантастики, фентезі і горору. and received the 2001 Béla Award for best horror short story. Більшість його подальшої короткої прози друкувалася в журналі «Fantázia», в тому числі знамениті оповідання «Три чорні вівторки» (пізніше також перекладене на польську) та «Напередодні першого травня», за яке він був удостоєний премії «Istron» у 2006 році.
Дебютний роман Фабіана «Invocatio Elementalium» вийшов окремою книжкою у чеському перекладі у 2006 р., тоді як оригінальна словацька версія друкувалася з продовженням чотирма частинами в журналі «Fantázia», випуски 36—39 з липня 2006 р. по квітень 2007 р. 2007 року видавництво «Dark Horse» випустило у двох томах польський переклад цього твору під назвою «Rytual». У романі йдеться про банківського клерка Девіда Абеля, який змушений відмовитися від свого одноманітного способу життя після того, як став випадковою жертвою прокляття, накладеного демоном з астрального плану. Книжка заробила здебільшого позитивні відгуки, де твір Фабіана порівнювали з романами Сергія Лук'яненка та Ніла Геймана; проте деякі критики визнали роман розбалансованим, якому не вистачає більш тісної та динамічної структури його коротших творів.
Роман «Invocatio Elementalium» було включено у фінальний список кандидатів на здобуття премії Чеської та Словацької академії наукової фантастики, фентезі і горору за 2006 р. у категорії «найкраща чеська або словацька книжка» в березні 2007 р.
Найновіший твір Фабіана «Pestis Draconum» — до деякої міри продовження роману «Invocatio Elementalium» з тим самим головним героєм — вийшов друком у чеському перекладі 26 травня 2008 р. у видавництві «Brokilon».
2009 року у третьому числі словацького науково-фантастичної літератури часопису «Fantázia» опубліковано негативну рецензію літературного критика Петра Ф. Рія Їлка на роман «Pestis Draconum», якою також започатковано дискусію про рівень словацької фантастичної літератури.

### Романи
- «Invocatio Elementalium» (Wales, 2006)
- «Pestis Draconum» (Brokilon, 2008)
- «Živého mě nedostanou!» (Brokilon, 2010)

## Нагороди
За свою творчість здобув такі премії:
- 2001: Béla — за оповідання «Migréna»
- 2002: Béla — за оповідання «Tri čierne utorky»
- 2006: Encouragement Award — премія Європейського товариства наукової фантастики для найперспективнішого молодого творця
- 2006: Istron — за оповідання «V predvečer prvého mája»